# Páros műkorcsolya a 2002. évi téli olimpiai játékokon
A 2002. évi téli olimpiai játékokon a műkorcsolya páros versenyszámának rövid programját február 9-én, a kűrt február 11-én rendezték. A versenyt beárnyékolta az eredeti végeredményt kialakító pontozást övező botrány. Eredetileg az orosz Jelena Berezsnaja–Anton Sziharulidze-kettős nyert, azonban a NOB utólag megváltoztatta a végeredményt és a kanadai Jamie Salé–David Pelletier-duó is aranyérmet kapott. Műkorcsolyában először fordult elő, hogy az olimpián két páros is aranyérmes lett. A versenyszámban nem vett részt magyar páros.

## Eredmények
Az egyes szakaszokban (rövid program, kűr) kilenc bíró pontozta a versenyzőket. A pontok alapján a bírók mindegyikénél külön-külön kialakult egy sorrend az egyes szakaszokra vonatkozóan és ez egy helyezési pontszámot is jelentett. Ha egy pontozónál holtverseny alakult ki, akkor a rövid programban a kötelező elemekre kapott pontszám, a kűrben pedig a művészi hatás pontszáma döntött. Az egyes szakaszok eredménye a következő kritériumok alapján alakult ki:
1. „Többségi helyezések száma”. Az a versenyző végzett előrébb, akit a bírók többsége előrébb rangsorolt. A bírók többsége azt jelentette, hogy a legjobb 5 helyezést adó bíró helyezési pontszámait vették figyelembe, de ha az 5. bíró helyezésével még volt azonos helyezés, akkor az(oka)t is figyelembe vették. Ezt az adatot tartalmazza az oszlop. (Pl. a „6×3+” azt jelenti, hogy a versenyző 6 bírónál az első 3 hely valamelyikén végzett.)
2. „Többségi helyezések összege” (a figyelembe vett bírók helyezési pontszámainak összege)
3. „Helyezések összege” (az összes bíró helyezési pontszámainak összege)

A versenyszám végeredményét az összesített helyezési pontszám határozta meg, amely az alábbiak összegéből állt:
- A rövid program helyezési pontszámának 0,5-szerese (az összesítés 33,3%-a),
- A kűr helyezési pontszámának 1-szerese (az összesítés 66,7%-a).

Az alacsonyabb helyezési pontszámmal rendelkező versenyző végzett előrébb. Egyenlő helyezési pontszám esetén a kűrben elért jobb helyezés döntött.

### Rövid program
A rövid programot február 9-én rendezték.
| Hely. | Versenyzők                                                     | Többségi helyezések száma | Többségi helyezések összege | Helyezések összege | Pont  | Helyezési pontszám |
| ----- | -------------------------------------------------------------- | ------------------------- | --------------------------- | ------------------ | ----- | ------------------ |
| 1.    | Oroszország (RUS)-1 · Jelena Berezsnaja · Anton Sziharulidze   | 7×1+                      | 7                           | 11                 | 104,3 | 0,5                |
| 2.    | Kanada (CAN)-1 · Jamie Salé · David Pelletier                  | 9×2+                      | 16                          | 16                 | 103,9 | 1,0                |
| 3.    | Kína (CHN)-1 · Sen Hszüe · Csao Hung-po                        | 9×3+                      | 27                          | 27                 | 101,9 | 1,5                |
| 4.    | Oroszország (RUS)-2 · Tatyjana Totymjanyina · Makszim Marinyin | 5×4+                      | 20                          | 41                 | 99,8  | 2,0                |
| 5.    | Egyesült Államok (USA)-1 · Kyoko Ina · John Zimmerman          | 7×5+                      | 33                          | 45                 | 99,7  | 2,5                |
| 6.    | Oroszország (RUS)-3 · Marija Petrova · Alekszej Tyihonov       | 9×6+                      | 49                          | 49                 | 99,1  | 3,0                |
| 7.    | Csehország (CZE) · Kateřina Beránková · Otto Dlabola           | 5×7+                      | 35                          | 72                 | 92,8  | 3,5                |
| 8.    | Lengyelország (POL) · Dorota Zagórska-Siudek · Mariusz Siudek  | 5×8+                      | 37                          | 75                 | 92,4  | 4,0                |
| 9.    | Kína (CHN)-3 · Csang Tan · Csang Hao                           | 5×8+                      | 39                          | 78                 | 92,2  | 4,5                |
| 10.   | Kína (CHN)-2 · Pang Csing · Tung Csien                         | 6×9+                      | 52                          | 82                 | 91,2  | 5,0                |
| 11.   | Egyesült Államok (USA)-2 · Tiffany Scott · Philip Dulebohn     | 5×12+                     | 59                          | 114                | 87,1  | 5,5                |
| 12.   | Németország (GER) · Mariana Kautz · Norman Jeschke             | 6×13+                     | 73                          | 120                | 85,4  | 6,0                |
| 13.   | Kanada (CAN)-2 · Jacinthe Larivière · Lenny Faustino           | 5×13+                     | 61                          | 120                | 86,3  | 6,5                |
| 14.   | Kanada (CAN)-3 · Anabelle Langlois · Patrice Archetto          | 6×14+                     | 74                          | 121                | 86,2  | 7,0                |
| 15.   | Ukrajna (UKR)-2 · Tetyana Csuvajeva · Dmitro Palamarcsuk       | 6×14+                     | 79                          | 124                | 85,5  | 7,5                |
| 16.   | Ukrajna (UKR)-1 · Aljona Szavcsenko · Sztanyiszlav Morozov     | 5×15+                     | 64                          | 128                | 84,8  | 8,0                |
| 17.   | Szlovákia (SVK) · Oljga Beständigová · Jozef Beständig         | 6×17+                     | 102                         | 157                | 74,2  | 8,5                |
| 18.   | Üzbegisztán (UZB) · Nataliya Ponomaryova · Yevgeny Sviridov    | 5×18+                     | 88                          | 165                | 70,3  | 9,0                |
| 19.   | Olaszország (ITA) · Michela Cobisi · Ruben De Prà              | 5×18+                     | 89                          | 165                | 70,3  | 9,5                |
| 20.   | Örményország (ARM) · Maria Kraszilceva · Artjom Znacskov       | 9×20+                     | 179                         | 179                | 65,2  | 10,0               |

### Kűr
A kűrt február 11-én rendezték.

#### Vitatott események
A rövid programban  az orosz Berezsnaja–Sziharulidze kettős lett az első, a kanadai Salé–Pelletier duó pedig a második. A kűrben utolsó előttiként az orosz páros, majd utolsóként a kanadai duó lépett a jégre.
Az orosz Sziharulidze az egyik ugrást kissé elrontotta, és ez látszódott a technikai pontszámokon is. Négyen 5,7 pontot, öten 5,8 pontot adtak. A művészi hatásra azonban hét pontozó adott 5,9-et, a másik két pontozó 5,8-et. A kanadaiaknak nem volt hibájuk, a technikai pontszámokban felülmúlták az orosz kettőst, hárman adtak 5,9-et és hatan 5,8-et. A művészi előadásra azonban alacsonyabbat kaptak, öt pontozó adott 5,8-et és négy 5,9-et.
Az egyes bírók pontszámai
| Berezsnaja–Sziharulidze | RUS | CHN | USA | FRA | POL | CAN | UKR | GER | JPN |
| ----------------------- | --- | --- | --- | --- | --- | --- | --- | --- | --- |
| Technikai pontszám      | 5,8 | 5,8 | 5,7 | 5,8 | 5,7 | 5,7 | 5,8 | 5,8 | 5,7 |
| Művészi előadás         | 5,9 | 5,9 | 5,9 | 5,9 | 5,9 | 5,8 | 5,9 | 5,8 | 5,9 |
| Helyezés                | 1.  | 1.  | 2.  | 1.  | 1.  | 2.  | 1.  | 2.  | 2.  |
| Salé–Pelletier          | RUS | CHN | USA | FRA | POL | CAN | UKR | GER | JPN |
| Technikai pontszám      | 5,8 | 5,9 | 5,8 | 5,8 | 5,8 | 5,9 | 5,8 | 5,9 | 5,8 |
| Művészi előadás         | 5,8 | 5,8 | 5,9 | 5,8 | 5,8 | 5,9 | 5,8 | 5,9 | 5,9 |
| Helyezés                | 2.  | 2.  | 1.  | 2.  | 2.  | 1.  | 2.  | 1.  | 1.  |

A kínai és a lengyel pontozónál a művészi előadásra kapott magasabb pontszám miatt az oroszok végeztek előrébb. Összegzésül öt pontozónál lettek jobbak az oroszok és csak négynél a kanadaiak. Így a kűrt is az orosz kettős nyerte, azaz a versenyszámot is.
Ha a kanadai páros nyeri a kűrt, akkor nekik összesítésben 2,0 helyezési pontszámuk lett volna (rövid program: 1,0 + kűr: 1,0), az oroszoknak pedig 2,5 (rövid program: 0,5 + kűr: 2,0), amivel a kanadai kettős nyerte volna az aranyérmet. A végeredményt a látottak alapján a helyszínen és a médiában is csalódottság és értetlenség követte.
A verseny után kiderült, hogy a francia Marie-Reine Le Gougne pontozóbíró felsőbb nyomásra részrehajlóan, az oroszoknak kedvezően döntött. A pontozóbírót három évre eltiltották. Február 15-én a Nemzetközi Korcsolyázó-szövetség javaslatát elfogadva a NOB törölte a francia bíró pontszámait, ami azt jelentette, hogy a két párost egyaránt négy-négy bíró ítélte a legjobbnak, így holtverseny alakult ki. A kanadai és az orosz kettőst is aranyérmesnek hirdették ki, a végeredményben a két kettősnél hivatalosan nem adtak meg helyezési pontszámokat. A NOB döntését vegyesen fogadták szerte a világon. Az oroszok érthetően felháborodtak, a kanadaiak szerint így volt igazságos. Schmitt Pál, a Magyar Olimpiai Bizottság akkori elnöke nem értett egyet a döntéssel, Katarina Witt olimpiai bajnok német műkorcsolyázó viszont igen. Az új eredményhirdetésre február 21-én került sor.
A 2004–2005-ös szezontól kezdődően a Nemzetközi Korcsolyázó-szövetség új pontozási rendszert vezetett be.

#### Módosított eredmény
| Hely. | Versenyzők                                                     | Többségi helyezések száma | Többségi helyezések összege | Helyezések összege | Pont  | Helyezési pontszám | Megjegyzés          |
| ----- | -------------------------------------------------------------- | ------------------------- | --------------------------- | ------------------ | ----- | ------------------ | ------------------- |
| 1.    | Kanada (CAN)-1 · Jamie Salé · David Pelletier                  | 4×1+                      | 4                           | 12                 | 105,1 | 1,0                | módosított eredmény |
| 1.    | Oroszország (RUS)-1 · Jelena Berezsnaja · Anton Sziharulidze   | 4×1+                      | 4                           | 12                 | 104,7 | 1,0                | módosított eredmény |
| 3.    | Kína (CHN)-1 · Sen Hszüe · Csao Hung-po                        | 9×3+                      | 27                          | 27                 | 103,1 | 3,0                |                     |
| 4.    | Oroszország (RUS)-2 · Tatyjana Totymjanyina · Makszim Marinyin | 5×4+                      | 20                          | 42                 | 100,7 | 4,0                |                     |
| 5.    | Egyesült Államok (USA)-1 · Kyoko Ina · John Zimmerman          | 8×5+                      | 36                          | 42                 | 101,1 | 5,0                |                     |
| 6.    | Oroszország (RUS)-3 · Marija Petrova · Alekszej Tyihonov       | 6×6+                      | 34                          | 55                 | 99,2  | 6,0                |                     |
| 7.    | Lengyelország (POL) · Dorota Zagórska-Siudek · Mariusz Siudek  | 9×7+                      | 59                          | 59                 | 98,5  | 7,0                |                     |
| 8.    | Csehország (CZE) · Kateřina Beránková · Otto Dlabola           | 7×8+                      | 56                          | 74                 | 96,0  | 8,0                |                     |
| 9.    | Kína (CHN)-2 · Pang Csing · Tung Csien                         | 7×9+                      | 61                          | 81                 | 95,3  | 9,0                |                     |
| 10.   | Kanada (CAN)-2 · Jacinthe Larivière · Lenny Faustino           | 6×10+                     | 58                          | 93                 | 92,8  | 10,0               |                     |
| 11.   | Kanada (CAN)-3 · Anabelle Langlois · Patrice Archetto          | 8×11+                     | 86                          | 98                 | 92,5  | 11,0               |                     |
| 12.   | Kína (CHN)-3 · Csang Tan · Csang Hao                           | 6×12+                     | 71                          | 110                | 90,6  | 12,0               |                     |
| 13.   | Egyesült Államok (USA)-2 · Tiffany Scott · Philip Dulebohn     | 7×13+                     | 85                          | 114                | 89,6  | 13,0               |                     |
| 14.   | Ukrajna (UKR)-1 · Aljona Szavcsenko · Sztanyiszlav Morozov     | 7×14+                     | 97                          | 127                | 86,2  | 14,0               |                     |
| 15.   | Németország (GER) · Mariana Kautz · Norman Jeschke             | 9×15+                     | 131                         | 131                | 85,2  | 15,0               |                     |
| 16.   | Ukrajna (UKR)-2 · Tetyana Csuvajeva · Dmitro Palamarcsuk       | 9×16+                     | 144                         | 144                | 82,1  | 16,0               |                     |
| 17.   | Szlovákia (SVK) · Oljga Beständigová · Jozef Beständig         | 6×17+                     | 102                         | 156                | 75,7  | 17,0               |                     |
| 18.   | Üzbegisztán (UZB) · Nataliya Ponomaryova · Yevgeny Sviridov    | 7×18+                     | 123                         | 161                | 74,6  | 18,0               |                     |
| 19.   | Olaszország (ITA) · Michela Cobisi · Ruben De Prà              | 9×19+                     | 169                         | 169                | 72,3  | 19,0               |                     |
| 20.   | Örményország (ARM) · Maria Kraszilceva · Artjom Znacskov       | 9×20+                     | 180                         | 180                | 68,9  | 20,0               |                     |

### Végeredmény
| Helyezés | Versenyzők                                                     | Helyezési pontszámok | Helyezési pontszámok | Helyezési pontszámok        |
| Helyezés | Versenyzők                                                     | Rövid program        | Kűr                  | Összesen                    |
| -------- | -------------------------------------------------------------- | -------------------- | -------------------- | --------------------------- |
| Arany    | Oroszország (RUS)-1 · Jelena Berezsnaja · Anton Sziharulidze   | 0,5                  | 1,0                  | NOB-döntés miatt aranyérmes |
| Arany    | Kanada (CAN)-1 · Jamie Salé · David Pelletier                  | 1,0                  | 1,0                  | NOB-döntés miatt aranyérmes |
| Bronz    | Kína (CHN)-1 · Sen Hszüe · Csao Hung-po                        | 1,5                  | 3,0                  | 4,5                         |
| 4.       | Oroszország (RUS)-2 · Tatyjana Totymjanyina · Makszim Marinyin | 2,0                  | 4,0                  | 6,0                         |
| 5.       | Egyesült Államok (USA)-1 · Kyoko Ina · John Zimmerman          | 2,5                  | 5,0                  | 7,5                         |
| 6.       | Oroszország (RUS)-3 · Marija Petrova · Alekszej Tyihonov       | 3,0                  | 6,0                  | 9,0                         |
| 7.       | Lengyelország (POL) · Dorota Zagórska-Siudek · Mariusz Siudek  | 4,0                  | 7,0                  | 11,0                        |
| 8.       | Csehország (CZE) · Kateřina Beránková · Otto Dlabola           | 3,5                  | 8,0                  | 11,5                        |
| 9.       | Kína (CHN)-2 · Pang Csing · Tung Csien                         | 5,0                  | 9,0                  | 14,0                        |
| 10.      | Kanada (CAN)-2 · Jacinthe Larivière · Lenny Faustino           | 6,5                  | 10,0                 | 16,5                        |
| 11.      | Kína (CHN)-3 · Csang Tan · Csang Hao                           | 4,5                  | 12,0                 | 16,5                        |
| 12.      | Kanada (CAN)-3 · Anabelle Langlois · Patrice Archetto          | 7,0                  | 11,0                 | 18,0                        |
| 13.      | Egyesült Államok (USA)-2 · Tiffany Scott · Philip Dulebohn     | 5,5                  | 13,0                 | 18,5                        |
| 14.      | Németország (GER) · Mariana Kautz · Norman Jeschke             | 6,0                  | 15,0                 | 21,0                        |
| 15.      | Ukrajna (UKR)-1 · Aljona Szavcsenko · Sztanyiszlav Morozov     | 8,0                  | 14,0                 | 22,0                        |
| 16.      | Ukrajna (UKR)-2 · Tetyana Csuvajeva · Dmitro Palamarcsuk       | 7,5                  | 16,0                 | 23,5                        |
| 17.      | Szlovákia (SVK) · Oljga Beständigová · Jozef Beständig         | 8,5                  | 17,0                 | 25,5                        |
| 18.      | Üzbegisztán (UZB) · Nataliya Ponomaryova · Yevgeny Sviridov    | 9,0                  | 18,0                 | 27,0                        |
| 19.      | Olaszország (ITA) · Michela Cobisi · Ruben De Prà              | 9,5                  | 19,0                 | 28,5                        |
| 20.      | Örményország (ARM) · Maria Kraszilceva · Artjom Znacskov       | 10,0                 | 20,0                 | 30,0                        |